# آندره دوران
آندره دوران (انگلیسی: Andrea Duran؛ زادهٔ ۱۲ آوریل ۱۹۸۴) بازیکن بیس‌بال اهل ایالات متحده آمریکا است.
وی در مسابقات کشوری و بین‌المللی در مجموع برندهٔ ۱ مدال طلا، ۱ مدال نقره شده‌است.